# Křesťanství

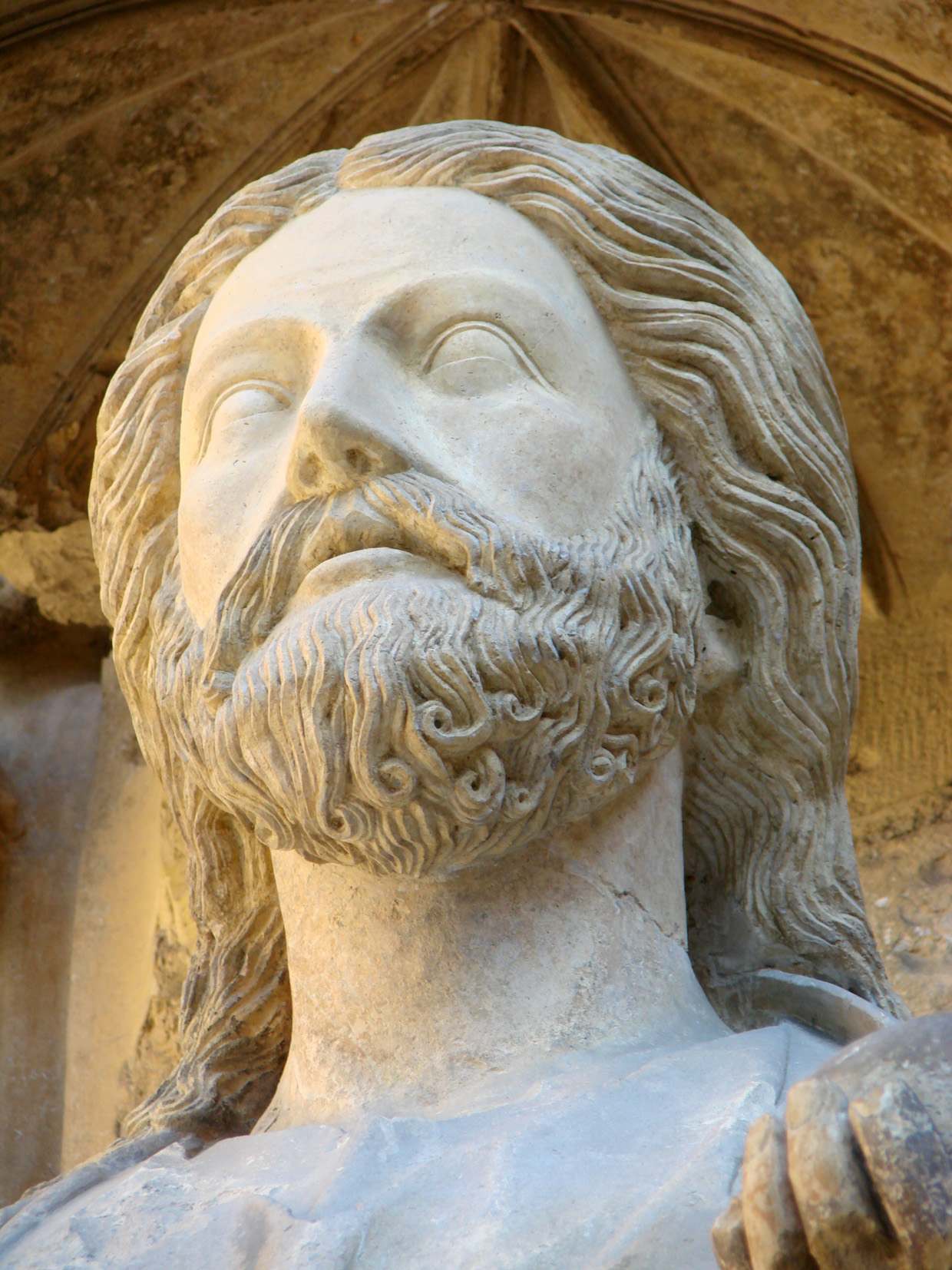
Detail hlavy sochy Krista v pojetí Beau Dieu (Remeš, 13. stol.)

Křesťanství (ze slova křesťan, odvozeného přes latinské christianus z řeckého χριστιανός s významem náležící Kristu či kristovec) je abrahámovské, monoteistické, historické (založené), misijní náboženství, soustředěné kolem života a učení Ježíše z Nazaretu, kterého chápe jako mesiáše (tj. Krista), spasitele světa a Božího syna. Křesťanství vzniklo z antického judaismu na území Palestiny, kde Ježíš působil. Toto působení, počátky a základy křesťanství zachycuje Nový zákon, který spolu s židovským Starým zákonem tvoří Bibli, základní posvátnou knihu křesťanství.
Příslušnost ke křesťanství není dána původem nebo narozením, nýbrž pokáním (L 13,3, L 15,7) a křtem. Některé církve mají navíc také vyznání víry (nauky), kterou věřící musí přijmout, aby mohl následovat jejich učení. Všichni křesťané věří v jednoho Boha, vyznávají Ježíše Krista jako Spasitele a Božího syna. Většina dnešních křesťanů věří v božství Ježíše Krista: Ježíš byl plnou mírou člověk a zároveň je plnou mírou Bůh (F 2,6), byl zplozen Duchem Svatým a byl bez hříchu, svůj život zadarmo položil (J 10,18), aby zaplatil za vinu těch, kdo v něho věří a chtějí ho následovat. Všichni křesťané společně věří, že cílem Ježíše Krista bylo a je vysvobodit od hříchu ty, kdo mu vydají svůj život a nechtějí už sloužit sobě (J 12,25), ani hříchu (J 8,34). 
Aby byl člověk spasen, musí svým srdcem uvěřit v Ježíše Krista (J 6,47). Takovému člověku jsou odpuštěny hříchy. Křesťané chápou život a smrt Ježíše Krista jako Boží čin, který člověka zachraňuje z duchovní smrti, přináší mu odpuštění a smíření s Bohem. Ježíš Kristus nepřišel, aby vládl světu, ale aby světu sloužil (Mt 20,28). Ve své době ho ani učedníci nechápali a mysleli si, že se stane králem Izraele, protože byl nazván králem. Ježíš sice kázal o příchodu Božího království (Mk 1,15), nemyslel tím ale politickou moc, nýbrž moc duchovní, která se na zemi projevuje konkrétními nadpřirozenými skutky (L 10,9). Podobně ani praví Ježíšovi následovníci se nikdy nemohli zaplést s politickou mocí, protože se nestarali o věci světa, ale o věci duchovní (Mt 6,24). 
Křesťané věří, že Ježíš zemřel na kříži, třetího dne byl vzkříšen, 40 dní se ukazoval některým ze svých stoupenců a poté v těle vstoupil na nebe. Podle bible a víry křesťanů pak byl jeho učedníkům o letnicích seslán Duch svatý, který v pravých křesťanech i nadále působí. Duch Svatý se uděluje vkládáním rukou z učedníka na učedníka (Sk 8,18). Křesťané očekávají druhý příchod Ježíše Krista jako soudce světa na konci dějin.
Kristovi následovníci v čele s apoštoly tvořili prvotní církev. Původní křesťanské společenství se brzy rozešlo do různých míst a postupem času rozdělilo do několika větví, které se dnes zpravidla označují jako církve nebo denominace. Většina křesťanů patří k jedné ze tří hlavních skupin církví: ke katolické církvi, pravoslavné církvi, nebo k některé z církví vzešlých z protestantské reformace. Jednotlivé církve různě chápou samy sebe a svůj vztah k ostatním, různě vyjadřují své pochopení pravé víry. Vztahy mezi nimi byly tedy často konfliktní, a pokud se církve podílely na politické moci, bývaly často násilné. Od počátku 20. století naopak rostou ekumenické snahy, které se snaží o vzájemné sblížení křesťanských církví.
Jako celek je křesťanství nejrozšířenějším světovým náboženstvím s více než 2 miliardami věřících, v oblasti náboženského vyznání silně převažuje na třech kontinentech (v Evropě, Austrálii a Americe) a je zastoupeno i na dvou ostatních. Křesťanství se spolu s dalšími činiteli výrazně podílelo na formování tzv. západní civilizace.

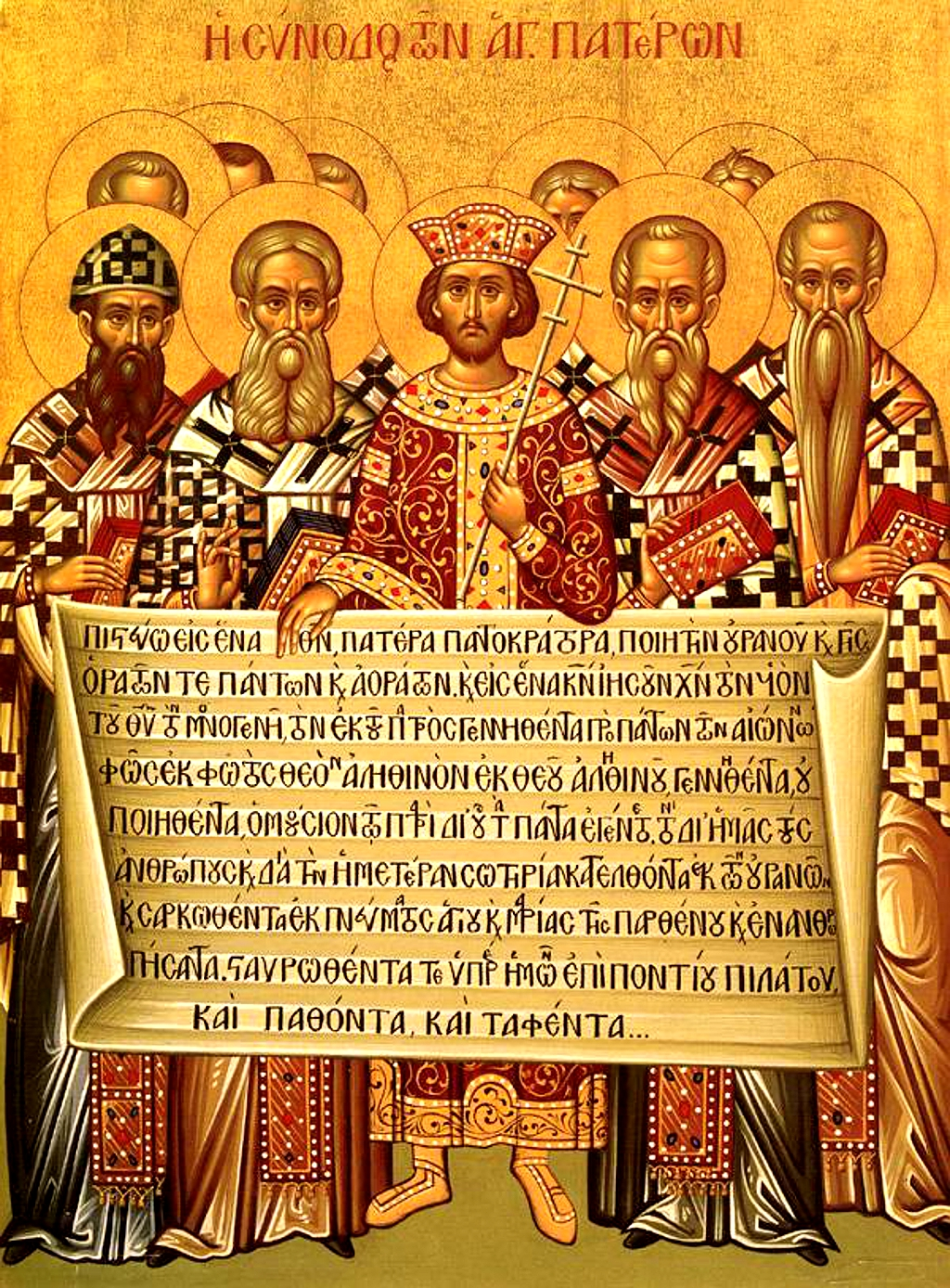
Císař Konstantin spolu s církevními otci s textem Nicejského vyznání víry

## Charakteristika křesťanství

Kříž, běžný symbol křesťanství

Křesťanství je monoteistické náboženství. Obrací se ke každému člověku, a to jako k jednotlivé osobě. Protože příslušnost ke křesťanství není předem dána původem, kulturou a podobně, musí se vymezovat jinak, zejména přijetím jistého učení, morálky a náboženské praxe.
Křesťanství je také náboženství historické, což znamená, že svůj původ odvozuje od života a působení určité historické postavy, Ježíše z Nazareta, jehož křesťané vyznávají jako Krista. Tímto svým původem křesťanství vědomě navazuje na židovské náboženství (judaismus), z něhož kdysi vzešlo a s nímž sdílí mnoho rysů: vyznává jednoho Boha Stvořitele, přijímá jeho zjevení v Bibli, očekává jeho poslední soud a slaví řadu podobných svátků. Podobně jako židovství klade důraz na události izraelských i vlastních dějin, v nichž vidí součást dějin spásy.
Pojem „křesťanství“ (řecky χριστιανισμός christianismos) se poprvé objevuje v listech syrského biskupa Ignáce z Antiochie († asi 106) a Skutky apoštolů líčí, jak v Antiochii dostali Ježíšovi stoupenci poprvé název „křesťané“ (vlastně „kristovci“, srov. např. německy Christen).

## Učení

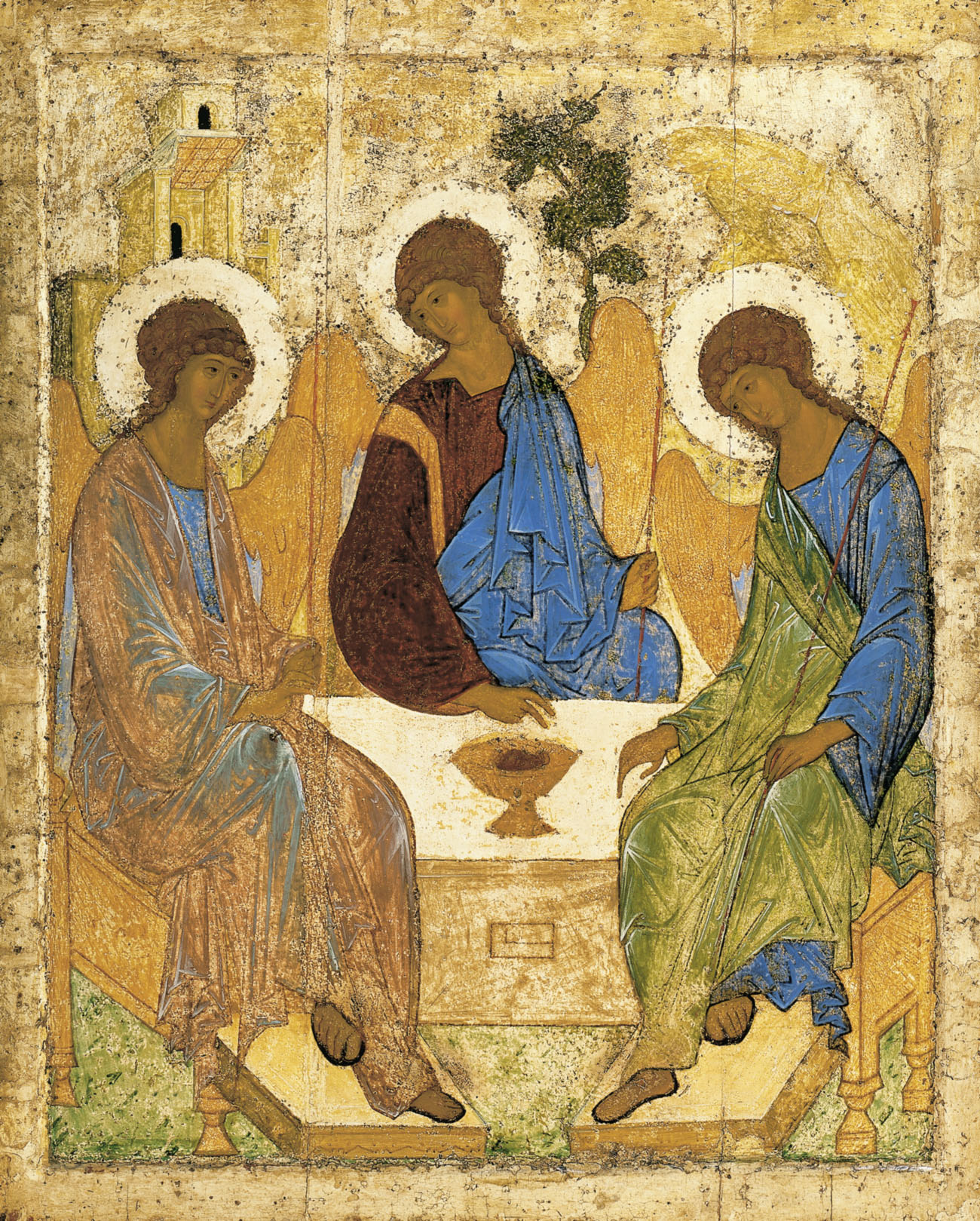
Ikona Svaté Trojice symbolicky zobrazuje křesťanskou koncepci trojjediného Boha, Andrej Rublev, 1411, Treťjakovská galerie v Moskvě

Navzdory určitým rozdílům mezi jednotlivými církvemi se křesťané v naprosté většině shodují na následujících bodech: Existuje pouze jeden Bůh (monoteismus), kterého křesťané chápou jako osobní bytost (teismus). Tento Bůh je dobrý (svatý), všemohoucí, vševědoucí, všudypřítomný, věčný a člověkem plně nepoznatelný. Většinou křesťanů je tento jediný Bůh chápán jako trojjediný, tedy existující ve třech osobách jako Bůh Otec, Syn a Duch svatý, kteří sdílejí jediné božství. Tento Bůh je stvořitelem světa i člověka. Člověk je stvořen jako bytost Bohu podobná. Ve stvořeném světě není nic, co by bylo hodné božské úcty. Bůh s lidstvem komunikuje a odhaluje mu svou podstatu a svůj záměr s člověkem.
Člověk však narušil svůj vztah s Bohem tím, že se od něj odklonil, poprvé takzvaným prvotním hříchem, čímž propadl smrti a způsobil předávání dědičného sklonu k hříchu dalším pokolením. Přesto Bůh nepřestal o člověka pečovat, uzavíral s ním smlouvy (Noe, Abrahám, Mojžíš, David) a sliboval, že jednou pošle lidstvu vykupitele, který jej z tohoto otroctví hříchu a smrti vyvede. Tímto vykupitelem je Ježíš, v němž se Bůh sám stal člověkem (vtělení). Ježíš kvůli záchraně člověka zemřel, a tak člověku přinesl odpuštění a vykoupení, a vysvobodil ho z otroctví hříchu a smrti. Ježíše pak Bůh po třech dnech vzkřísil z mrtvých. Ježíš poté ještě čtyřicet dní pobýval mezi svými učedníky, až v těle vstoupil na nebe. Následně byl učedníkům seslán Duch svatý, který ve světě stále působí. Křesťané očekávají druhý příchod Kristův na konci světa, kde je Kristus chápán jako postava soudce živých i mrtvých. Vyvoleným je slíben věčný život v blaženosti.
Křesťané se scházejí v různých místních společenstvích (farnosti, obce, sbory, rodinná setkání atd.). I když z různých historických i názorových důvodů je křesťanských církví a konfesí mnoho, všechny uznávají, že pravá Kristova církev je jen jedna. Tento zdánlivý rozpor je způsoben tím, že nejde o to do kolika názorových směrů či skupin je křesťanství rozděleno, ale o to, zda věřící uvěřili původnímu poselství hlásanému Ježíšem Kristem a jeho apoštoly a zda žijí pravdivě podle této nauky. Ta pravá církev je neviditelná, neboť jen Bůh zná skutky každého člověka a ví kdo zůstal věrný víře a kdo ne.
Ne všechny církve vzájemně uznávají svou pravověrnost. Z hlediska teologického to není možné. Některé církve například věří v nutnost pokání před samotným křtem a uznávají jako platný jediný pravý křest ponořením do vody, tak jak to dělali první učedníci a tak jak je to uvedeno ve spisu Didaché, kde na prvním místě se mluví o ponoření do tekoucí vody (7. kapitola) a polití vodou se akceptovalo jen v případě, že nebylo k dispozici dostatek vody. Ostatně židovská tradice chápala křest jako omývání těla vodou v bazénu hebrejsky nazývaném mitcvé nebo v řece a tak i slovo křest v původním významu bylo používáno v kontextu této židovské tradice. Jen tímto křtem se člověk stává pravověrným křesťanem. Jelikož v tradičních církvích se stále akceptuje křest novorozeňat, který jiné církve neuznávají (např. apoštolská církev v ČR), není možné najít společný konsenzus a mluvit o jednotě církve. Ve skutečnosti jsou učení natolik odlišná, že jedna církev označuje učení jiné církve za herezi. Některé protestantské církve odsuzují Mariánský kult katolické církve a považují tuto přehnanou úctu panně Marii za modlářství. Například označení Marie za „Bohorodičku“, jak ji nejčastěji nazývají pravoslavní, nebo „matku Boží“ by mnoho protestantů chápalo jako rouhání. Podle nich sám Ježíš nevykazoval Marii takovou míru úcty, aby ji na veřejnosti označoval za svou matku a dokládají to citací z Mt 12:48-50.
Nauka o církvi se nazývá ekleziologie. Postoj jednotlivých církví k druhým, jejich chápaní a vztah k jediné Kristově Církvi jsou různé. Např. katolická církev samu sebe chápe jako pokračovatelku původní Kristovy církve, která v ní „subsistuje“ (uskutečňuje se). Církve, které zachovaly apoštolskou posloupnost, považuje za pravé partikulární církve, přestože s ní nejsou v dokonalém společenství, když neuznávají primát papeže (pravoslavné církve). Ty, které nezachovaly apoštolskou posloupnost (jako např. reformované), pak dle ní nemají úplnou podstatu eucharistie a nejsou církvemi v pravém slova smyslu. Nicméně všechny pokřtěné chápe jako včleněné do Krista a spojené s katolickou církví ve společenství, i když ne úplném. Do společenství patří i ti, kdo již zemřeli a jsou blízko Kristu, proto se k nim jako ke svatým mnozí křesťané obracejí s prosbou o pomoc a přímluvu. Zvláštní místo mezi nimi patří podle katolických a pravoslavných církví Ježíšově matce, Panně Marii.
Bible je pro křesťany Písmo svaté, inspirované slovo o Božím jednání se světem v Ježíši Kristu, který je prvním zdrojem a poslední normou jejich učení i života.

### Morálka a etika
Jako všechna univerzální náboženství, klade i křesťanství na svého věřícího určité nároky, a to jednak nároky na jednání vůči druhým, jednak na určitou náboženskou praxi. Základem křesťanské morálky je Ježíšova horská řeč a blahoslavenství. Plněním těchto nároků si však křesťan nezískává nějaký nárok vůči Bohu, nýbrž naopak vyjadřuje svoji vděčnost za dar života a spásy, splácí své dluhy vůči němu. Zdánlivě prosté nároky Mojžíšova Desatera přikázání jsou v Ježíšově výkladu prakticky nesplnitelné, křesťan se tedy může spoléhat jen na Boží odpuštění a milost. Všechny jednotlivé příkazy proto Ježíš shrnuje do dvou přikázání lásky a zdůrazňuje povinnost odpouštět: jen ten, kdo odpouští druhým, může doufat, že mu bude odpuštěno.

### Hříchy
Hřích je (náboženský) pojem, který původně znamenal omyl, chybu, také ve smyslu urážky Boha. Hřích je porušení Božího zákona (1 Jan 3:4). Odplata za hřích je smrt (Rímanům 6:23).Evangelista Matouš ještě přidává tzv. věčný hřích, tedy hřích proti Duchu svatému, což je odpad od víry. Ve Starém zákoně je základní hřích „nevěra“ vůči Bohu, úcta prokazovaná jiným modlám a božstvům. Podle Matoušova evangelia přišel Ježíš Kristus na svět, aby vysvobodil svůj lid z jeho hříchů. To ale neznamená, že by tím pojem hříchu nějak oslabil. Hříchy rozdělujeme do několika skupin. Kromě lehkých a těžkých hříchů se hříchy dělí na další tři skupiny, a sice na:
1. Do nebes volající hříchy: Podle Bible tyto hříchy vyzývají Boha, aby hříšníka potrestal. Jsou to například: úmyslná vražda, sodomie (hřích sodomský, to je společensky neakceptované sexuální chování, např. orální sex, anální sex, pohlavní styk lidí stejného pohlaví či pohlavní styk se zvířaty), utiskování chudých lidí, vdov a sirotků.
2. Hříchy proti Duchu svatému: Tyto hříchy velmi zvláštním způsobem odporují milosti Ducha svatého, a proto zamezují obrácení hříšníka. Dopouští se jich kdo: hřeší úmyslně na milosrdenství Boží, zoufá nad Božím milosrdenstvím (např. Jidáš), odpírá křesťanské pravdě (např. Židé za časů Pána Ježíše), nepřeje a závidí bližnímu milosti Boží (např. Kain), má zatvrzelé srdce k spasitelnému napomínání (např. farao), setrvává tvrdošíjně v nekajícnosti až do smrti (např. lotr po levici Pána Ježíše na Kalvárii).
3. Hříchy cizí: Jsou to hříchy, na nichž je účasten někdo třetí. Cizího hříchu se dopouští ten, kdo: jinému ke hříchu radí, hřích přikazuje, dává svolení ke hříchu jiného, ke hříchu navádí, hřích jiného vychvaluje, ke hříchu jiného mlčí, hřích jiného netrestá

### Praxe
Jakkoli se praxe různých křesťanských církví od sebe v mnohém liší, shodují se v tom, že se člověk stává křesťanem přijetím křtu jako viditelného znamení odpuštění a vykoupení v Ježíši Kristu. Křesťan se má účastnit života církve, milovat bližní, odpouštět jim a šířit pokoj. Jádrem a vrcholem křesťanské bohoslužby je slavení eucharistie, připomínka či obnovení Večeře Páně,, kterou většina křesťanů chápe jako svátost, tedy viditelné znamení Ježíšovy přítomnosti. Svátostí je ve většině křesťanských církví také manželství, v katolických a pravoslavných církvích i kněžské svěcení, svátost smíření, biřmování a svátost nemocných.
Kromě toho se křesťané podílejí na mnoha dalších náboženských činnostech jako jsou společné modlitby, pouti a zejména charitativní činnost, kterou často jako první zavedly řeholní řády. Špitály, které sloužily jako nemocnice, útulky pro sirotky, pro staré a opuštěné lidi nebo pro lidi různě postižené byly v Evropě dlouho doménou církevních organizací a sdružení (zejména řádů, resp. kongregací) a také organizované školství bylo dlouho spojeno s církvemi (věnovali se mu zejména jezuité, piaristé nebo voršilky). Zejména v katolických a pravoslavných zemích církve podporovaly také umění, proto je velká část výtvarných i hudebních děl věnována náboženským tématům.

### Symboly

Ryba, symbol Krista

Řecké symbolon i latinské symbolum ve významu „shrnutí“ znamenají, krédo, stručné shrnutí obsahu křesťanské víry. Nejznámější je apoštolské a nicejsko-konstantinopolské vyznání víry, obojí z 5. až 6. století, z reformačních augsburské vyznání a Česká konfese.
Nejznámějším výtvarným symbolem křesťanství je kříž, protože na něm zemřel Ježíš Kristus a zároveň znamená naději na vzkříšení. Velmi starým symbolem je ryba, protože řecké slovo ἰχθύς ichthys (ryba) tvoří akrostich spojení Ἰησοῦς Χριστὸς Θεοῦ Υἱὸς Σωτήρ (Iésús Christos Theú hyios Sótér: Ježíš Kristus, Syn Boží, Spasitel). Dalšími symboly jsou řecká písmena A Ω (alfa a ómega), první a poslední písmeno řecké abecedy, k nimž Krista jako „počátek i konec“ přirovnává kniha Zjevení, Kristův monogram XP nebo IHS (z řeckého ΙΗΣΟΥΣ, Iésús), beránek, kalich a mnoho dalších.

## Dějiny

### Ježíšovo působení

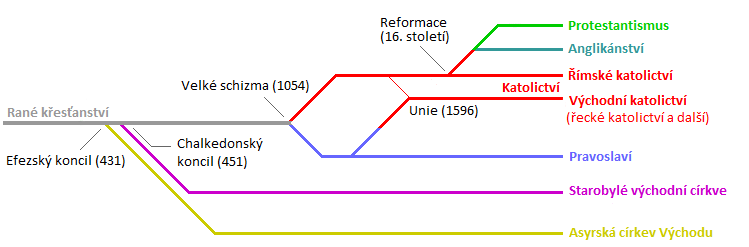
Časová osa křesťanství a postupné dělení křesťanství na jednotlivé směry

Křesťanství se zrodilo v Palestině z krátkého veřejného působení židovského kazatele Ježíše z Nazaretu kolem roku 30. Ježíš pocházející z venkovské řemeslnické rodiny v dospělosti působil jako pocestný kazatel a podle víry křesťanů konal zázraky. Shromáždil skupinu přívrženců, jejíž jádro tvořili učedníci (apoštolové), kteří s výjimkou Jidáše po Ježíšově smrti zaujali důležité místo ve vznikajícím křesťanském hnutí.
Ježíš Nazaretský kázal, že se blíží dějinný zvrat, v němž bude nastoleno Boží království a všichni se na to musí připravit. Blížící se, ba již začínající Boží království v Ježíšově podání znamenalo také radikalizaci etiky: nikoli v dobovém smyslu přísnějšího plnění náboženských předpisů, ale jako celkové změny smýšlení („obrácení“) a důrazu na odpuštění, smíření a účinnou lásku k Bohu i k druhým lidem. Ježíš představoval Boží království jako naději chudých, trpících, truchlících či pronásledovaných a v podobenstvích (metaforických příbězích) ukazoval praktické stránky tohoto království.
Ježíšovo působení vyvrcholilo kolem roku 30 n. l. cestou do hlavního judského města Jeruzaléma na židovské svátky Pesach, Velikonoce. Vstup do posvátného města judských králů uspořádal podle Zachariášova proroctví jako triumfální vjezd očekávaného Mesiáše. Jeho vystupování však židovské náboženské i římské politické autority vyhodnotily jako podvratné a Ježíš byl brzy zadržen, odsouzen a popraven ukřižováním. Podle evangelií ho však Bůh vzkřísil a Ježíšovi nejbližší učedníci (pozdější apoštolové Šimon, /svatý/ Petr, /svatý/ Tomáš, /svatá/ Marie z Magdaly = Máří Magdaléna a další) se s ním několikrát setkali.

### Vznik církve

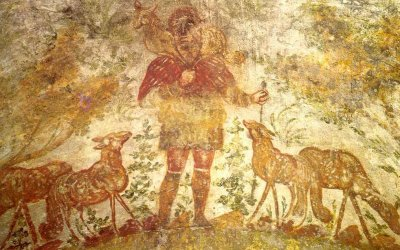
Dobrý pastýř (Římské katakomby, kolem roku 200)

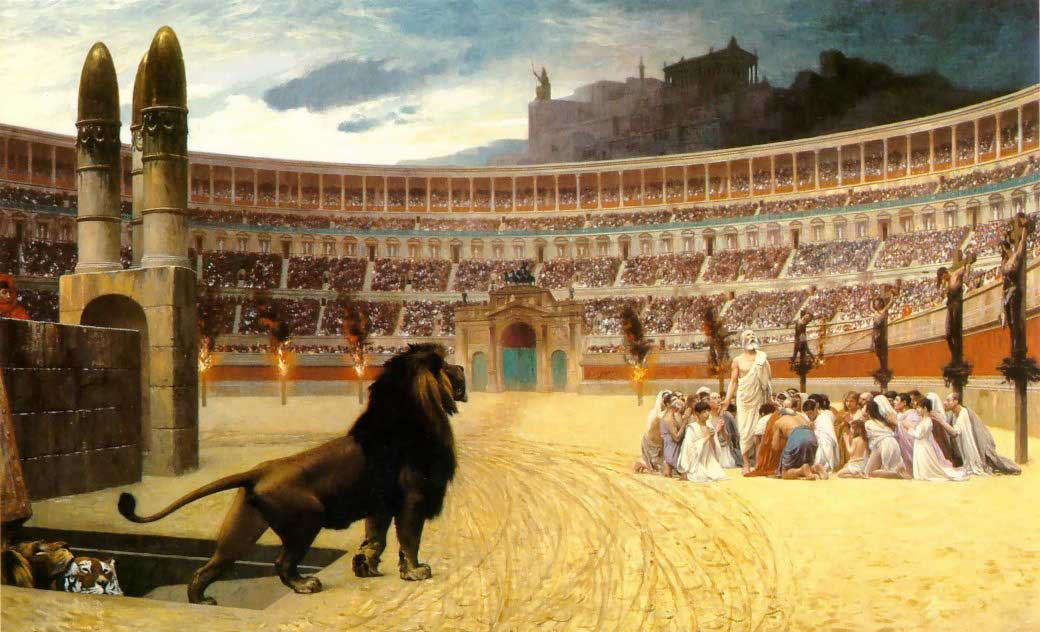
Římské pronásledování prvních křesťanů, kteří byli předhozeni divé zvěři v Koloseu

Křesťané se scházeli ve skupinách, pro které užívali řecké označení ekklésiá (shromáždění). O vnitřní struktuře a vzájemných vztazích křesťanských obcí vypovídají např. listy apoštola Pavla nebo Skutky apoštolů. Do jaké míry se o vznik křesťanského náboženství přičinil právě Pavel z Tarsu je předmětem diskusí, křesťanské obce však vznikly i mimo oblast jeho působení, např. prvokřesťanské obce založené sv. Janem Apoštolem/Evangelistou + dalšími z Dvanácti = dalšími Apoštoly (např. sv. Petr – první biskup v Antiochii, svatý Marek Evangelista – první biskup v egyptské Alexandrii a další) a též prvokřesťanské obce založené ještě za života sv. Pavla z Tarsu, apoštola národů jeho spolupracovníky + jeho žáky, např. sv. Timotejem, sv. Titem, sv. Barnabášem. Někteří teologové oprávněně soudí, že bez sv. Pavla by křesťanství zůstalo jednou z mnoha židovských sekt, respektive že Pavel a jeho teologie je tvůrcem křesťanství, neboť odlišení křesťanství od židovství spočívá v Pavlově teologii, hlásající svobodu od (Starého) Zákona v tom smyslu, že pro křesťany zákony, jež jsou obsaženy v pěti knihách Mojžíšových, již nejsou nijak závazné. S tímto pojetím však nesouhlasí vyznavači mesiánského judaismu.
S tím jak se křesťanství šířilo do navzájem vzdálených míst, vznikla potřeba udržovat v něm věroučnou i praktickou jednotu. Tak vznikla potřeba uchovávat příležitostné spisy (listy) a zachytit Ježíšovo působení písemně. Postupně se zformoval Nový zákon obsahující čtyři evangelia popisující Ježíšovo působení, sepsané mezi lety 60 a 90, Skutky apoštolů líčící počátky křesťanské církve, apoštolské listy a Apokalypsu neboli Zjevení Janovo.
Během 1. století n. l. se křesťané dostávali do konfliktů s židovskými obcemi, zejména když Pavel prosadil, že Ježíšovo poselství je určeno i jiným národům a že je nezavazuje k dodržování židovské náboženské praxe. Ve velkých městech Římské říše se postupně utvářela významná centra křesťanství, např. v Antiochii, v Římě a později v Alexandrii. Společným jazykem křesťanů se stala řečtina a později latina. S judaismem zůstalo křesťanství spjato vírou v jednoho Boha, uznáním a přijetím židovské bible (Starý zákon), navázáním na historii Izraele, na jeho mravní postoje. Také křesťanská liturgie se vyvinula z tradice židovské synagogální bohoslužby.

#### Přeměna ze sekty v církev a dlouhodobý úspěch
Ze sociologického hlediska byly počátky křesťanství podobné jako u jiných sekt: Jediný vůdce okolo sebe shromáždil stoupence a hlásal své učení. Křesťanství se však od tehdejších sekt a směrů (např. Juda Makabejský) také odlišilo:
1. Ačkoli se za Mesiáše prohlašovali i jiní, po jejich smrti obvykle zanikly i jejich skupiny. Naproti tomu křesťané věří, že Ježíše Bůh Otec vzkřísil z mrtvých – tato víra je pro křesťany základem víry v možnost spásy. A také věří, že Ježíš z Nazareta je Boží Syn. I když se jednotlivá svědectví evangelií liší,[24] je Ježíš křesťany chápán jako živý. Jeho vzkříšení se dodnes slaví o Velikonocích.
2. Křesťanství se od jiných židovských sekt odlišilo i pozdějším přijímáním nežidovských konvertitů. Prohlášení křesťanství za víru pro všechny národy mu umožnilo stát se světovým náboženstvím.

### Starověk
V prostředí Římské říše se křesťané museli vymezit vůči řecké kultuře, jiným myšlenkovým a náboženským proudům a obhájit se proti útokům zvenčí. Zároveň museli překonat zklamání z toho, že svět se po Ježíšově smrti nezměnil, a opustit tedy představu provizoria před koncem. Proti občasným pronásledováním je hájili apologeti (řecky apologia obhajoba) a postupem času křesťanství proniklo i do středních vrstev společnosti.

### Křesťanství po roce 311

Nestoriánství bylo ve středověku rozšířeno ve velké části Asie

První veřejnoprávní uznání křesťanského kultu v Římské říši nařídil dřívější pronásledovatel křesťanů císař Gaius Galerius a po něm roku 313 císař Konstantin I., jehož Edikt milánský zařadil křesťanství mezi dovolená náboženství. Konstantin zasáhl i do věroučných otázek a roku 325 svolal do Nikaie první ekumenický koncil (tzv. První nikajský koncil). Založil také nové hlavní město východní části říše, Konstantinopol, křesťanské město, které má nahradit Řím, město v této době převážně pohanské. Znevýhodnil i pohanské instituce. Sám se nechal pokřtít až krátce před smrtí. Další císařové s výjimkou císaře Juliána Apostaty (=odpadlíka) křesťany podporovali. Císař Theodosius I. zakázal roku 380 křesťanský směr Áriánství a roku 391 zakázal na popud milánského biskupa (a prvního arcibiskupa) Ambrože veškerý pohanský kult, čímž křesťanství zajistil pozici oficiálního (státního) náboženství v říši.
Křesťanství se postupně snažilo vnitřně upevnit stanovením závazného vyznání víry (krédo), nauky (dogma) a církevní organizace, navazující na územní organizaci římské říše. Nejvýznamnější biskupové, teologové a filosofové se snažili na církevních koncilech přesně formulovat obsah křesťanské víry a zároveň se církev musela bránit, aby se nestala jen nástrojem císařské politiky. Od r.313 rapidně přibývalo nových biskupských stolců, proto se ty významnější (většinou nejstarší) stávaly i metropolemi pro sousední diecéze = biskupství. A v l. 325–451 se 5 nejvýznamnějších metropolitů stalo patriarchy: v Římě, Konstantinopoli, syrské Antiochii, Jeruzalémě a v egyptské Alexandrii. Všech těchto 5 patriarchů dostalo na Chalkedonském koncilu (451) titul papežů. Dodnes ho mají: papež Katolické církve v Římě, pravoslavný patriarcha Alexandrie a celé Afriky a koptský patriarcha Alexandrie a celé Afriky(oba sídlí v Egyptě). Neoficiálně je též jako „etiopský papež“ označován i Abuna-patriarcha Etiopské církve (abuna je v amharštině + ge'ezu = staré liturgické etiopštině totéž co pappas řecky, papež česky + slovensky, pope anglicky atd.). Stejně tak je označován jako „arménský papež“ i Katolikos Arménské apoštolské církve (katolikos je řecky „hlava všech“ = nejvyšší představitel celé/nezávislé = autokefální/církve) a Katolikos-patriarcha Asyrské církve Východu jako „asyrský papež“. Ve spisech církevních Otců (patristika) lze sledovat, jak se i křesťanské myšlení dělí na východní (řecké) a západní (latinské) a jak narůstají rozdíly mezi nimi až do definitivního rozchodu roku 1054.

### Středověk

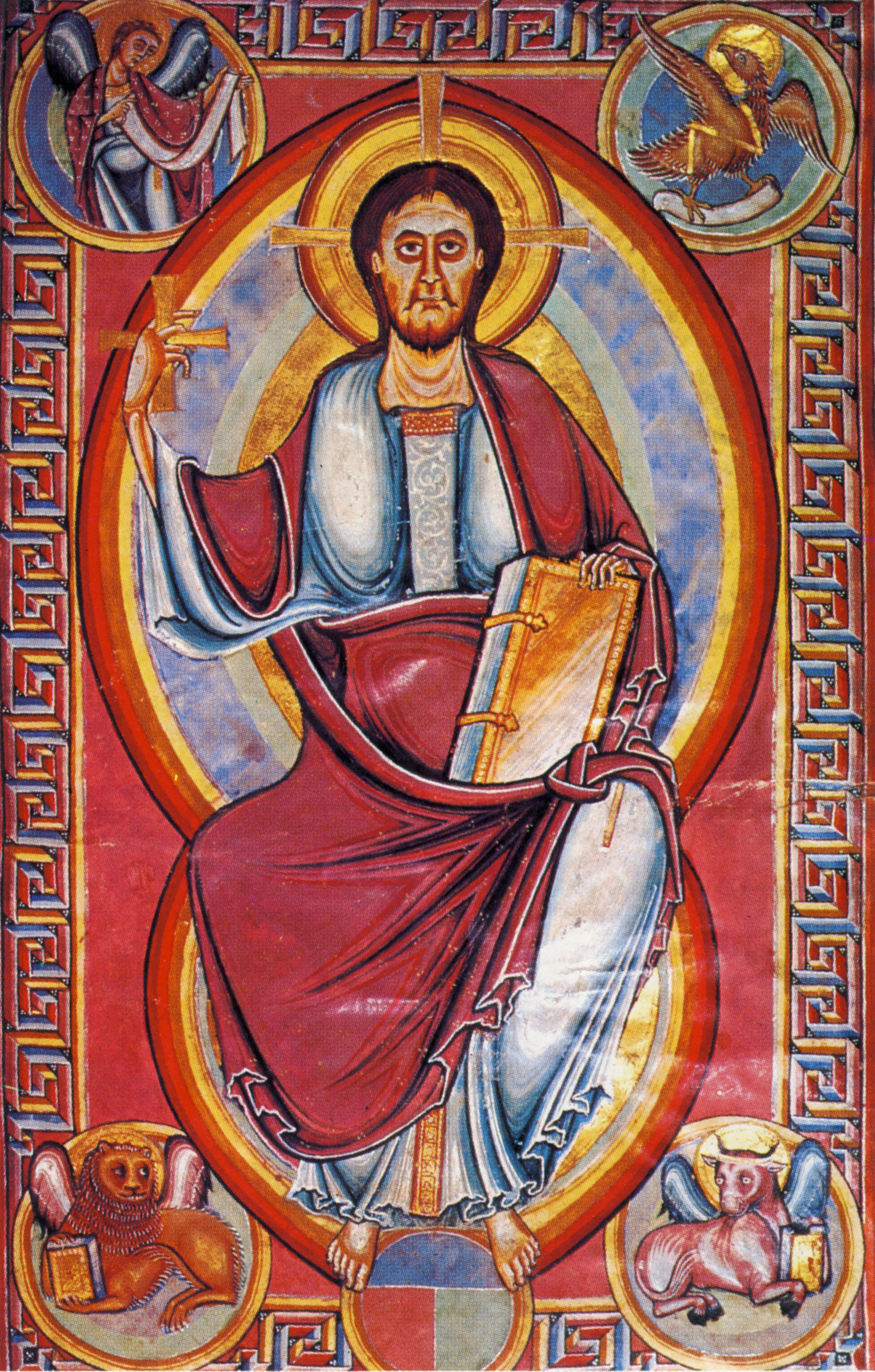
Kristus král (Stavelot, Belgie, kolem 1095)

Když se západní část Římské říše rozložila (do r. 476), ujali se politického vedení města Řím jeho biskupové – papežové (Lev I. Veliký, Řehoř Veliký). Postupně ve střední Itálií vznikl Církevní stát. Biskupové a křesťanské kláštery se snažili uchovávat zbytky antické kultury, zakládali církevní školy a zároveň zápasili o církevní nezávislost na panovnících. Křesťanské misie zasáhly další části Evropy. Když Karel Veliký koncem 8. století založil Franskou říší, opíral se o západní církev. Na Pyrenejském poloostrově začala reconquista.
O podíl na christianizaci Velkomoravské říše spolu bojovali západní latinští misionáři Východofranské říše s řeckou východní misií bratrů Konstantina a Metoděje vyslanou z Byzance. K trvalejší christianizaci Českých zemí dochází až za vlády knížete Bořivoje a jeho nástupců. Z Byzance se křesťanství dostalo i do východní Evropy, např. do Ruska. Západní misie dosáhla až do Skandinávie. Počátkem 10. století došlo ve Francii k významné reformě klášterů (clunyjská reforma), které získaly politickou nezávislost a začaly vytvářet vlastní síť po celé západní a střední Evropě. V 11. století prošlo podobnou reformou i papežství, a napětí mezi ním a císařstvím vytvořilo neklidné, ale velmi plodné prostředí pro velký rozmach středověké Evropy. Vedle rozvoje měst a obchodu vznikly první univerzity (Bologna) a také díky nim začalo hrát v evropské politice stále větší roli právo.
Když po roce 1000 nenastal mnohými očekávaný konec světa, vysvětlili si to někteří tím, že Jeruzalém je v rukou „nevěřících“ a v nábožensky vzrušené atmosféře se evropští panovníci pustili do křížových výprav. Po prvním úspěchu se jim podařilo udržet Jeruzalém osmdesát let, ale další výpravy byly stále problematičtější a nakonec ztroskotaly. Zároveň probíhal tak zvaný boj o investituru, zápas papežů s císaři o svrchovanost; první papežské vítězství (Canossa 1077) sice časem vystřídaly porážky, přímému spojení náboženské autority s politickou mocí se však díky tomu západní Evropa vyhnula.

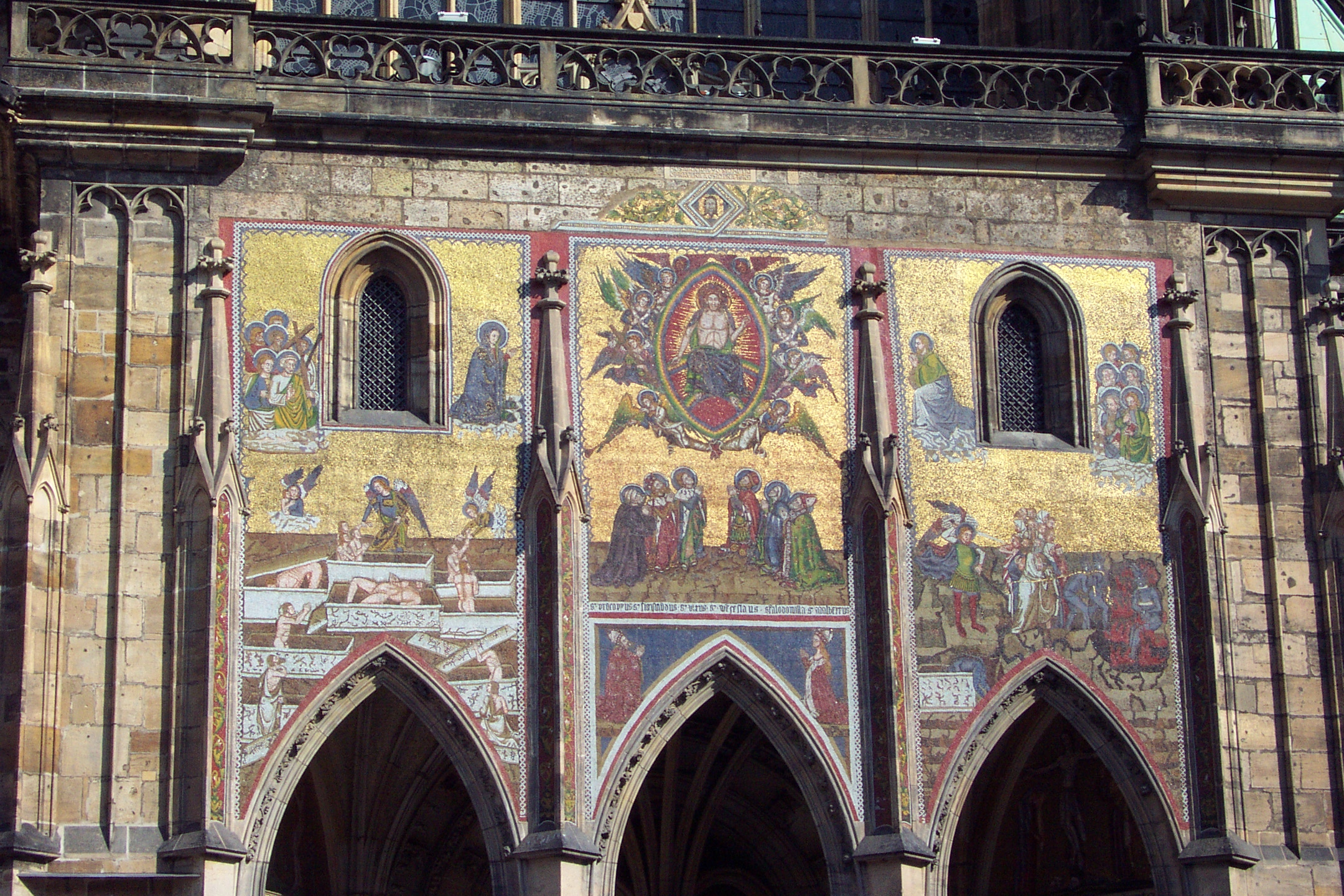
Poslední soud (Praha, Hrad, kolem 1360)

Rostoucí moc, bohatství a sebevědomí evropských panovníků i církevních hodnostářů vedly k lidovým nepokojům spojeným s kritikou bohatství a moci církve. Ve středověké Evropě působili i křesťané nezávislí na západní (latinské) či východní (řecké) církvi, snažící se přiblížit prostotě raného křesťanství a přezdívaní jejich oponenty jako bogomilové (na Balkáně) nebo kataři (v západní Evropě). I uvnitř západní církve vznikala hnutí za křesťanskou opravdovost a chudobu zvané žebravé řády (dominikáni, františkáni) a vnitřní kritikové církve (např. William Ockham, John Wycliffe) se dovolávali panovníků, aby církev reformovali oni. Francouzští králové si na 70 let podrobili papeže v Avignonu, jejich soupeři však volili jiné papeže a vzniklé spory mezi dvěma papeži silně otřásly autoritou církve. Koncily v Kostnici a v Basileji sice papežský rozkol odstranily, snahy konciliaristů o méně monarchické pojetí církve se však nakonec neprosadily.
Oslabenou Byzantskou říši ohrozili v 15. století turečtí nájezdníci a byzantští zástupci sjednali s římskou církví takzvanou florentskou unii, kterou však ostatní východní patriarchové neuznali. Roku 1453 Byzanc padla, čímž se těžiště Pravoslavné církve přesunulo do Ruska. Ani Katolická církev nežila v klidu. Osobní lidová zbožnost a snaha o návrat k původnímu prostému křesťanství vedly v pozdním středověku vedla k lidovým povstáním jako bylo husitství v Čechách nebo Savonarolův režim ve Florencii, ale teprve hluboký protest německého mnicha a teologa Martina Luthera (1521) a jeho odmítnutí Římem vedly k dalšímu rozdělení křesťanství.

### Reformace a novověk

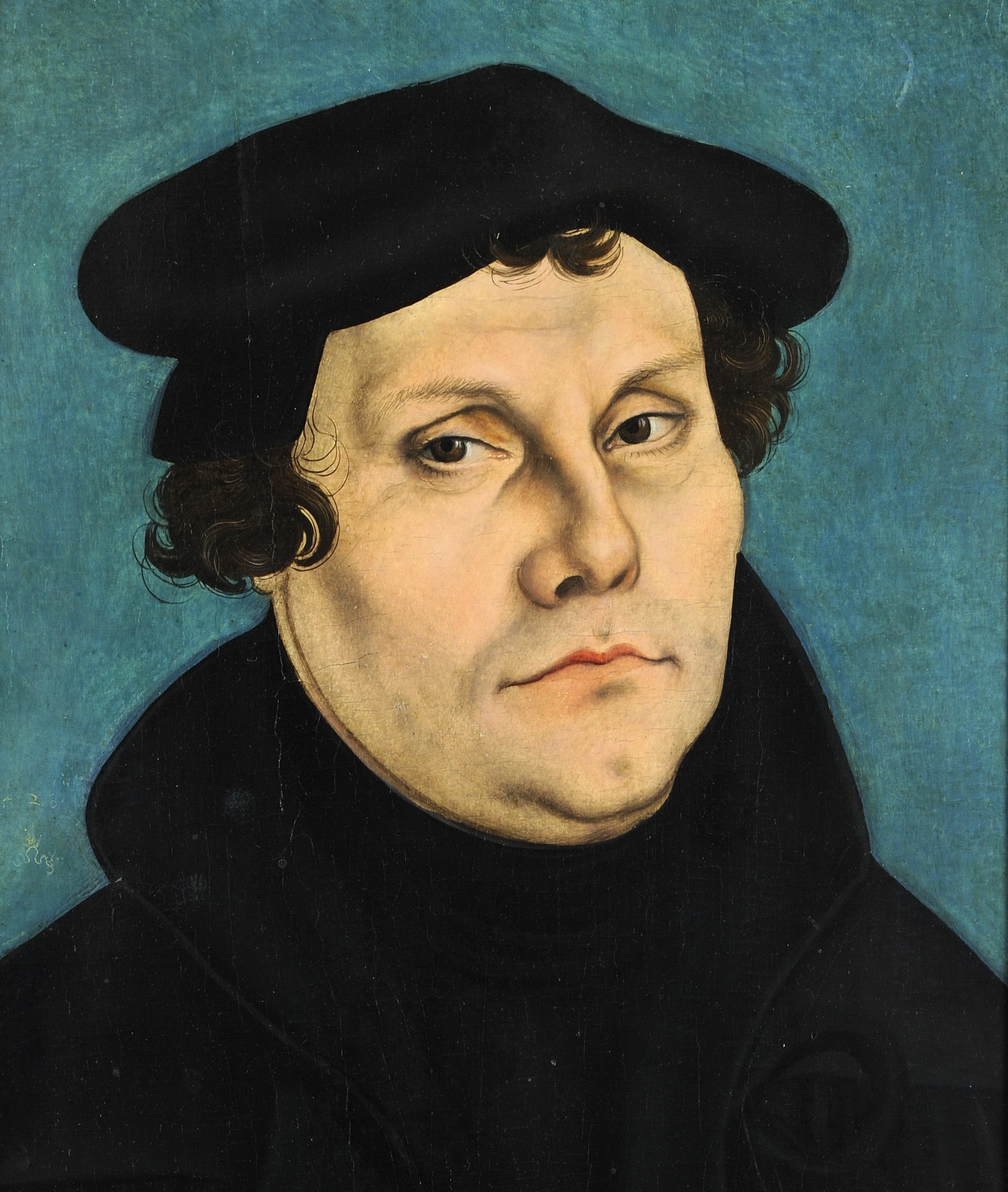
Reformátor Martin Luther od Lucase Cranacha

Luther se postavil proti zbytnělé náboženské praxi Katolické církve, zdůraznil odpovědnost každého člověka, závaznost evangelia a Boží milost jako jedinou naději křesťana na spásu. Křesťan má zejména žít podle evangelia a podle rady apoštola Pavla se nesmí protivit světské vrchnosti, která naopak nesmí zasahovat do věcí víry. Luther nově přeložil Bibli do němčiny a zahájil tak vlnu nových překladů a čtení Bible, odmítl autoritu papeže, kláštery a kněžský celibát a omezil svátosti na křest a večeři Páně. Lutherovu reformaci dále rozvinul Jean Calvin a řada teologů nově formulovala základy křesťanského učení, a to formou katechismu pro všechny.
Reformace výrazně proměnila evropské společnosti. Zdůraznila mravní stránku křesťanství, oslabila rozdíl mezi kněžími a laiky, kterým uložila četbu Bible a podpořila tak potřebu obecné vzdělanosti. Protestantské církve začaly užívat při bohoslužbě národní jazyky a staly se tak součástmi národních společností. Jejich majetek byl do značné míry převeden na jiné účely a mnozí panovníci využili této příležitosti, aby se zbavili církevní opozice, případně rozšířili svoji moc. Kalvínova reformace, úspěšná v bohatých a převážně městských společnostech, zavedla přísné mravy včetně veřejného dohledu, na druhé straně podpořila samostatnost a svobodu jednotlivců a stala se kolébkou moderních demokracií.

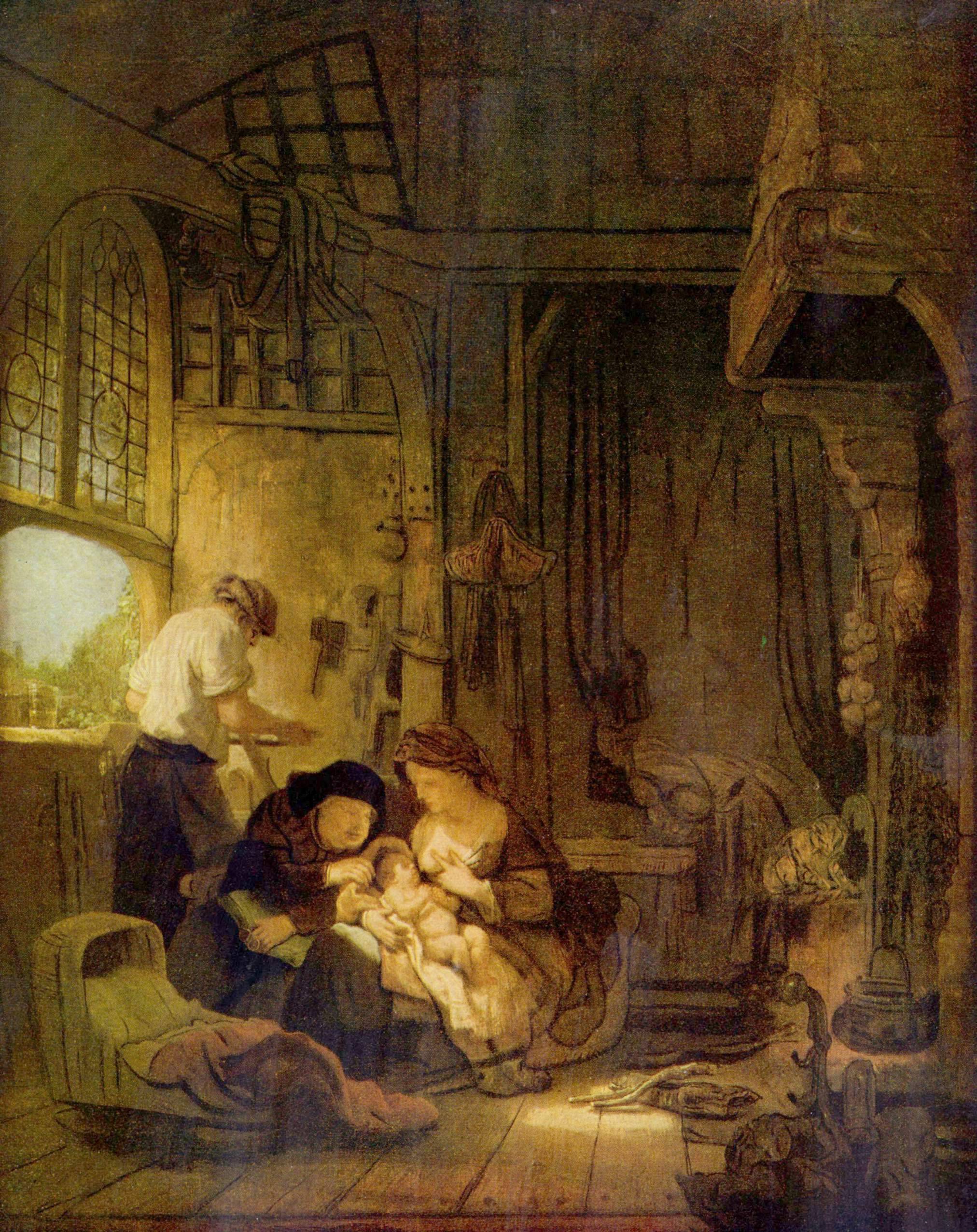
Rembrandt: Svatá rodina (Louvre, 1640)

Katolická odpověď na reformaci byla katolická protireformace formulovaná Tridentským koncilem a prosazovaná zejména Tovaryšstvem Ježíšovým (jezuité). Znamenala utužení Katolické nauky, jednoty, a posílila postavení papežů. Postarala se o nové vydání latinské bible, předepsala povinné vzdělávání kněží, vydala srozumitelné učebnice křesťanství (katechismy) a zavedla jednotnou latinskou liturgii. Součástí byla i reforma kalendáře (gregoriánský kalendář).
Přes snahu řady vzdělanců o zprostředkování (Erasmus Rotterdamský, Jean Bodin) i politické úsilí císařů vedla ostrá stanoviska obou stran v hluboce křesťanské Evropě k dlouhotrvajícím a krvavým konfliktům, kde se politické zájmy často kryly náboženskými. Selské války v Německu, pronásledování jinověrců, občanská válka ve Francii a v Anglii a zejména třicetiletá válka ve střední Evropě přinesly obrovské utrpení a ztráty a silně otřásly důvěrou vzdělaných Evropanů v křesťanství a později i náboženství vůbec.
Další vývoj křesťanství se v jednotlivých zemích značně lišil, společným hnutím byl obrat k osobní a vnitřní zbožnosti v pietismu, bohatá lidová barokní zbožnost a na druhé straně příklon vzdělaných lidí k racionalismu v 17. století, k deismu a osvícenství v 18. století. Misijní činnost v mimoevropských zemích rozvíjela katolická církev od 16. století, protestantské církve o něco později. Přes různé vnější úspěchy se od poloviny 19. století křesťanské církve ocitají v defenzivě a čelí jednak ostré kritice mnohých vzdělanců, jednak faktickému odcizování lidových, hlavně dělnických vrstev.

## Rozšíření a zastoupení

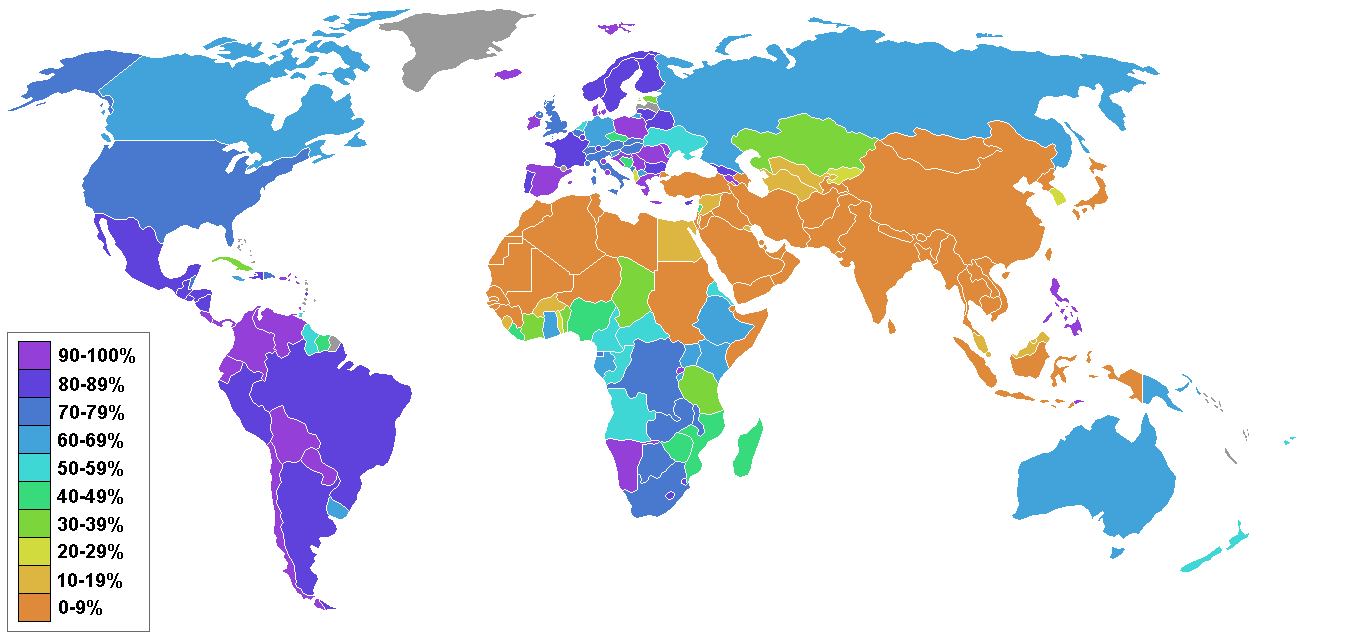
Zastoupení křesťanství podle jednotlivých zemí

Křesťanství s více než dvěma miliardami věřících je nejrozšířenějším světovým náboženstvím, počet křesťanů přitom roste asi o 2 procenta ročně, tedy zhruba stejně jako celosvětová populace. V absolutních počtech je tak křesťanství nejrychleji rostoucí velké náboženství, v procentuálním přírůstku se řadí až za islám. Křesťanství není rozšířeno ve všech světadílech stejně, ale mezi náboženstvími tří kontinentů přesto dominuje (Amerika, Evropa, Austrálie), v Africe je jeho zastoupení rovněž mírně vyšší než u islámu. Křesťanství je podle statistik nejrozšířenějším náboženstvím v současné Africe: hlásí se k němu přibližně polovina celé populace kontinentu – v subsaharské Africe je to téměř 60 % populace. V roce 2022 žilo v Africe přibližně 685 milionů křesťanů, což je největší množina křesťanů ze všech světových kontinentů a číslo stále stoupá. Specifikum afrického křesťanství je podle afrikanisty a teologa O. Havelky nejen v množství nových afrických církví často i s vyhrocenějšími postoji ke katolictví či protestantismu – jako je např. kimbanguismus –, ale rovněž v jeho otevřenosti africkým synkretismům (např. synkretismus vodunu a křesťanství). Někteří afričtí křesťané rovněž vyznávají některé z lokálních tradičních náboženství (vícečetná náboženská identita), což je další africké specifikum spjaté s křesťanstvím (ale i islámem). V Africe se rovněž zrodila svébytná křesťanská africká teologie.
Jediným kontinentem, kde křesťanství je ve výrazné menšině, je Asie. Přesto se zde nachází několik států s křesťanskou většinou: Arménie (Arménská apoštolská církev), Gruzie, Kypr, Rusko (pravoslaví), Filipíny a Východní Timor (katolická církev). Významný podíl (alespoň 25 % obyvatel) představují křesťané v Libanonu, Jižní Koreji a Kazachstánu.

## Směry v křesťanství
Křesťanství možno rozdělit na dva druhy: západní a východní. 

### Západní křesťanské směry
- Římské katolictví – římskokatolická církev, spolu s 23 východními katolickými církvemi tvoří katolickou církev vedenou římským papežem.
- Protestantství – protestantské církve, církve vycházející z reformace nebo na ni navazující (např. luteráni, kalvinisté, baptisté, metodisté, evangelikálové)
- Anglikánství – státní církev v Anglii a její dceřiné církve působící po světě, z nichž většina je sdružena v Anglikánském společenství. Anglikánství vzniklo v dobách reformace a někdy se řadí k protestantství.
- Starokatolictví – odštěpilo se od římskokatolické církve v 19. století kvůli nesouhlasu se závěry Prvního vatikánskeho koncilu.

### Východní křesťanské směry
- Pravoslaví – východní pravoslavné církve (např. ruská, řecká, srbská, bulharská, česko-slovenská, rumunská atd.)
- Východní katolictví – východní katolické církve, spolu s římskokatolickou církví tvoří katolickou církev vedenou římským papežem.
- Starobylé východní církve (např. koptská, arménská, etiopská, asyrská atd.)
- patří zde také např. ruští starověrci atd.

## Křesťanské církve

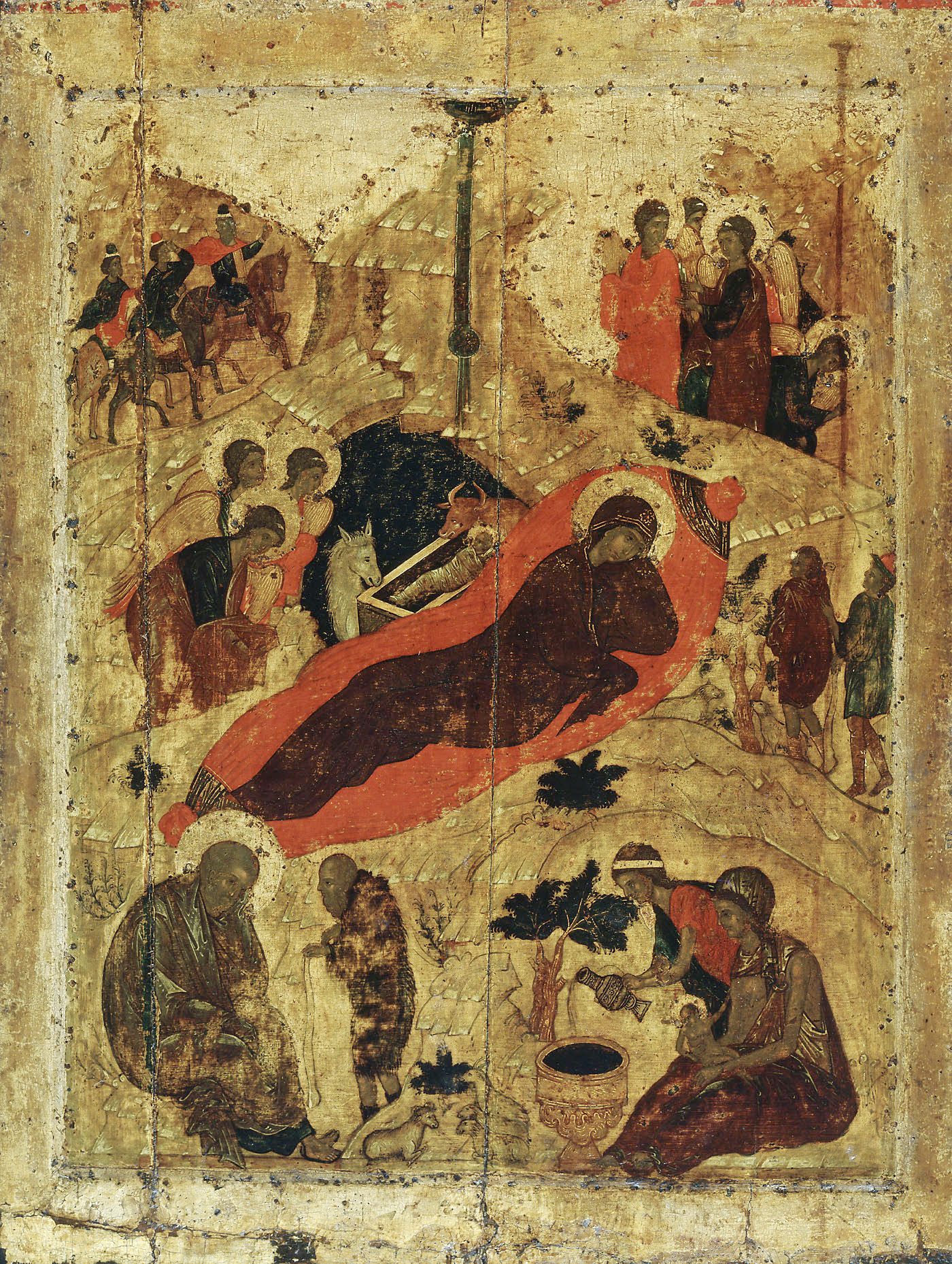
A. Rublev, Narození Krista (Moskva, Kreml 1405)

Většina křesťanů patří k jednomu ze tří nejpočetnějších směrů: západní katolictví, východní pravoslaví a protestantství, vzniklé v západní církvi z reformace v 16. století. Liší se od sebe odlišným chápáním vztahu věřících a církve, z čehož se odvozuje i odlišná církevní organizace. Zatímco starší církve (katolické a pravoslavné) se chápou jako nezbytné zprostředkování mezi Bohem a člověkem, řada protestantských (presbyteriánských) církví se chápe jako sdružení věřících, kteří tvoří místní sbory. První z nich jsou organizovány hierarchicky, a to buď s jediným nejvyšším představitelem (papež), nebo ve velkých obvykle územních patriarchátech (pravoslaví). Protestantské církve se dělí na církve episkopální (anglikáni, luteráni), kde je větší skupina místních církví podřízena biskupovi, a církve presbyteriální, kde je každý sbor do značné míry samostatný a jen někde si zástupci sborů volí představenstva například národních církví. Většina protestantských církví je organizována podle národních států.
S tímto rozlišením souvisí i odlišné chápání církevní služby. V katolických a pravoslavných církvích se povolání kněží, biskupů a případně řeholníků (mnichů a jeptišek) považuje za celoživotní, u kněží založené na zvláštním svěcení, případně spojené s požadavkem celibátu (biskupové a mniši, v římskokatolické církvi i kněží). V protestantských církvích se sice obvykle také vyžaduje zvláštní vzdělání a ordinace, kazatele nebo duchovní si však jednotlivé sbory samy vybírají a jejich služba může být i dočasná. Ve většině protestantských církví mohou církevní službu vykonávat i ženy. Zejména v USA je mnoho tak zvaných svobodných církví (free church), což jsou zcela samostatné místní sbory bez dalších organizačních vazeb.

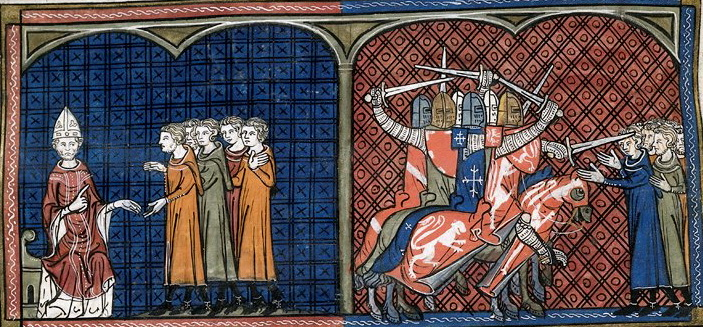
Papež Inocenc III. exkomunikuje katary z jižní Francie (vlevo), Masakr katarů křižáky

Přes moderní ekumenické snahy jsou vztahy mezi církvemi i dnes často konfliktní a pokud měly nějaký vztah k politice, mohly být i násilné. Věřící pokládaní za odpadlíky od pravé víry bývali někdy označeni jako kacíři či heretici a protože se často lišili i v hodnocení vládnoucí moci, byli i politicky pronásledováni.

## Galerie

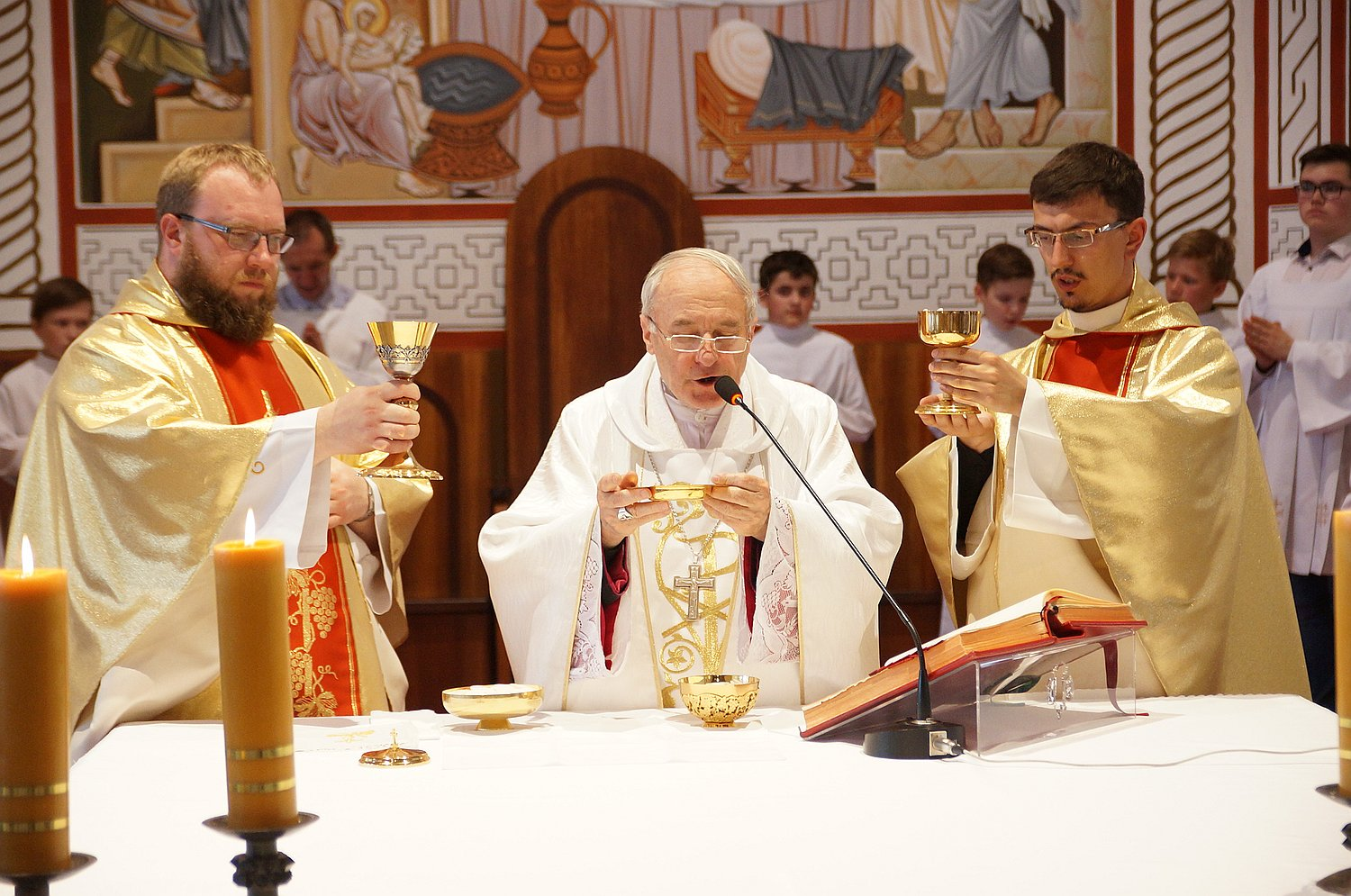
Římskokatolická mše
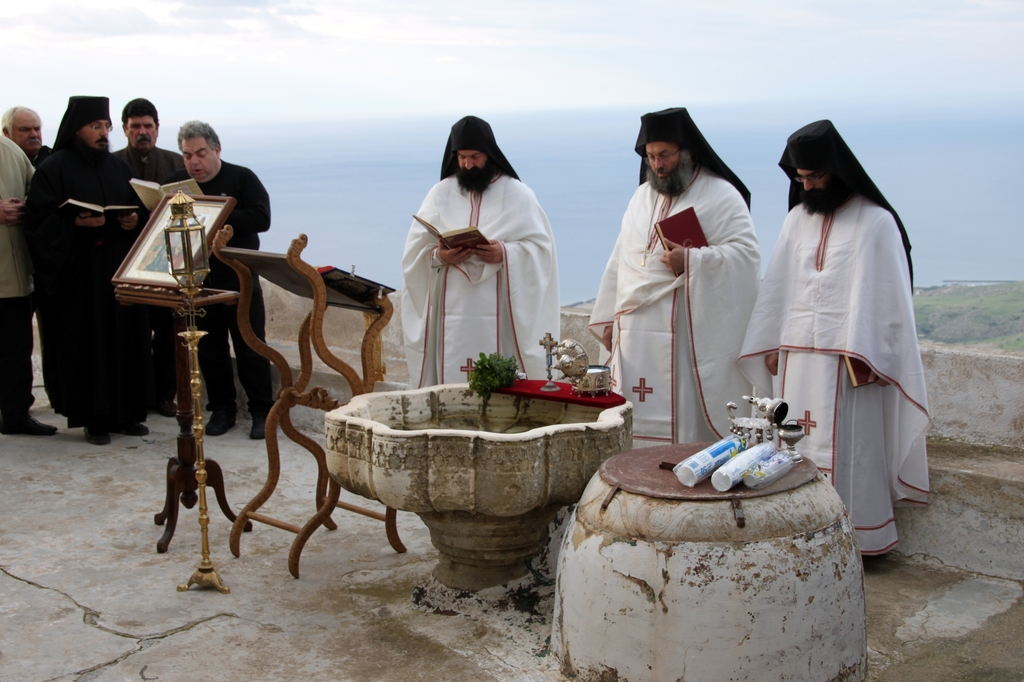
Slavnost Zjevení Páně v Řecké pravoslavné církvi
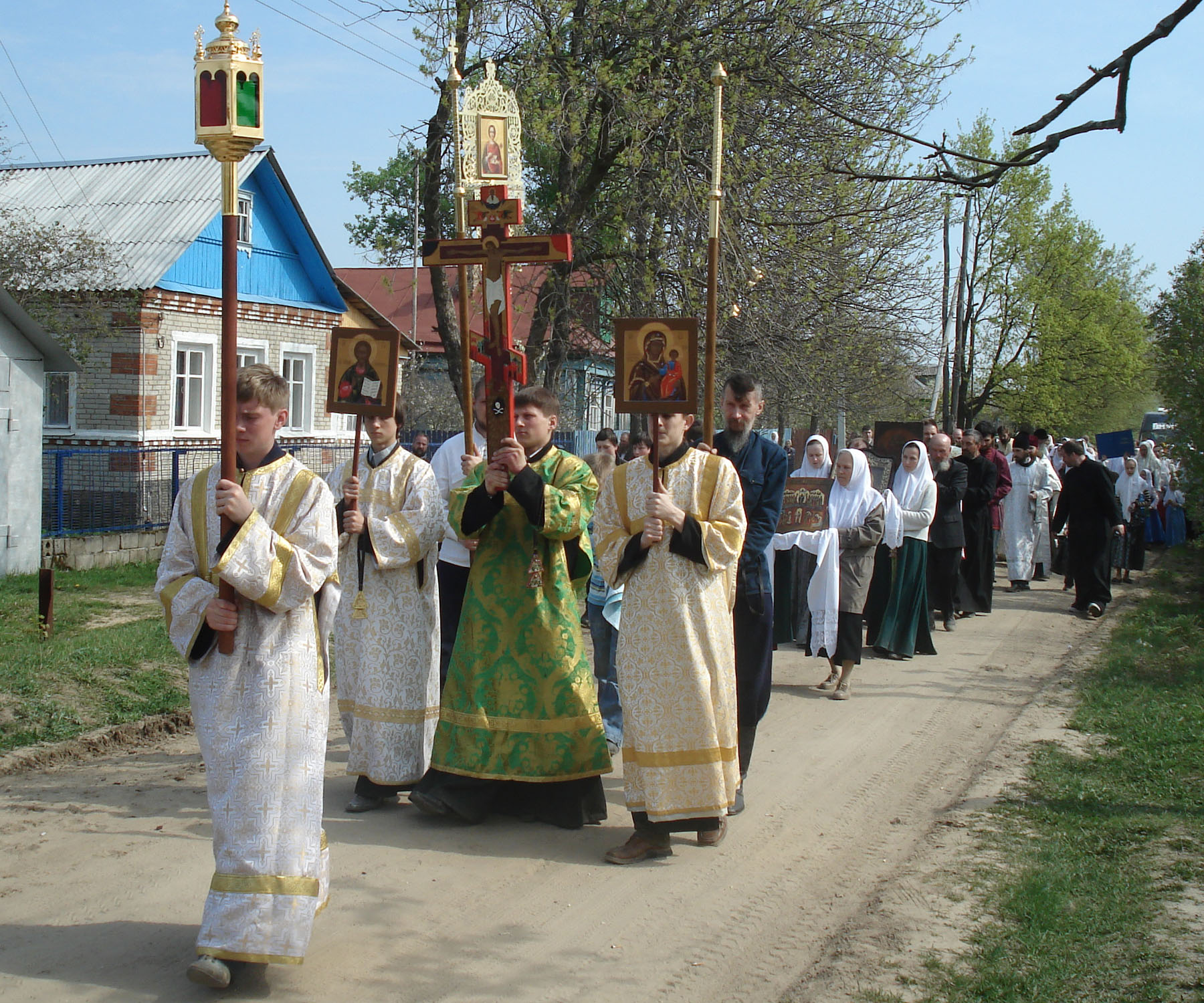
Ruští starověrci během pravoslavných Velikonoc
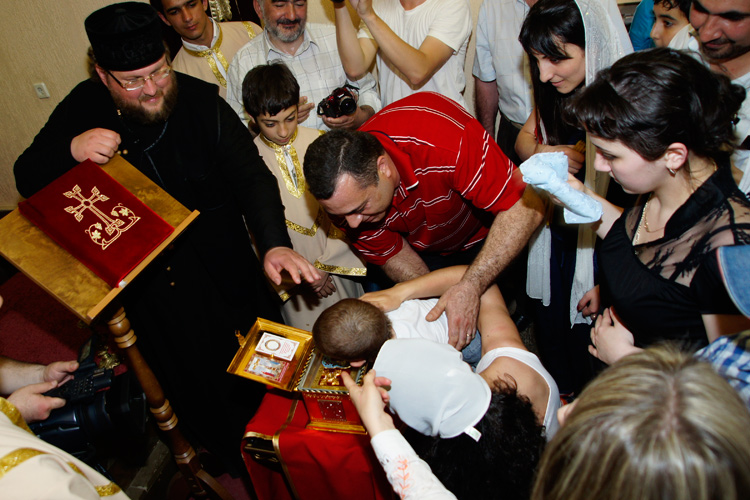
Svatý kříž v kostele Arménské apoštolské církve
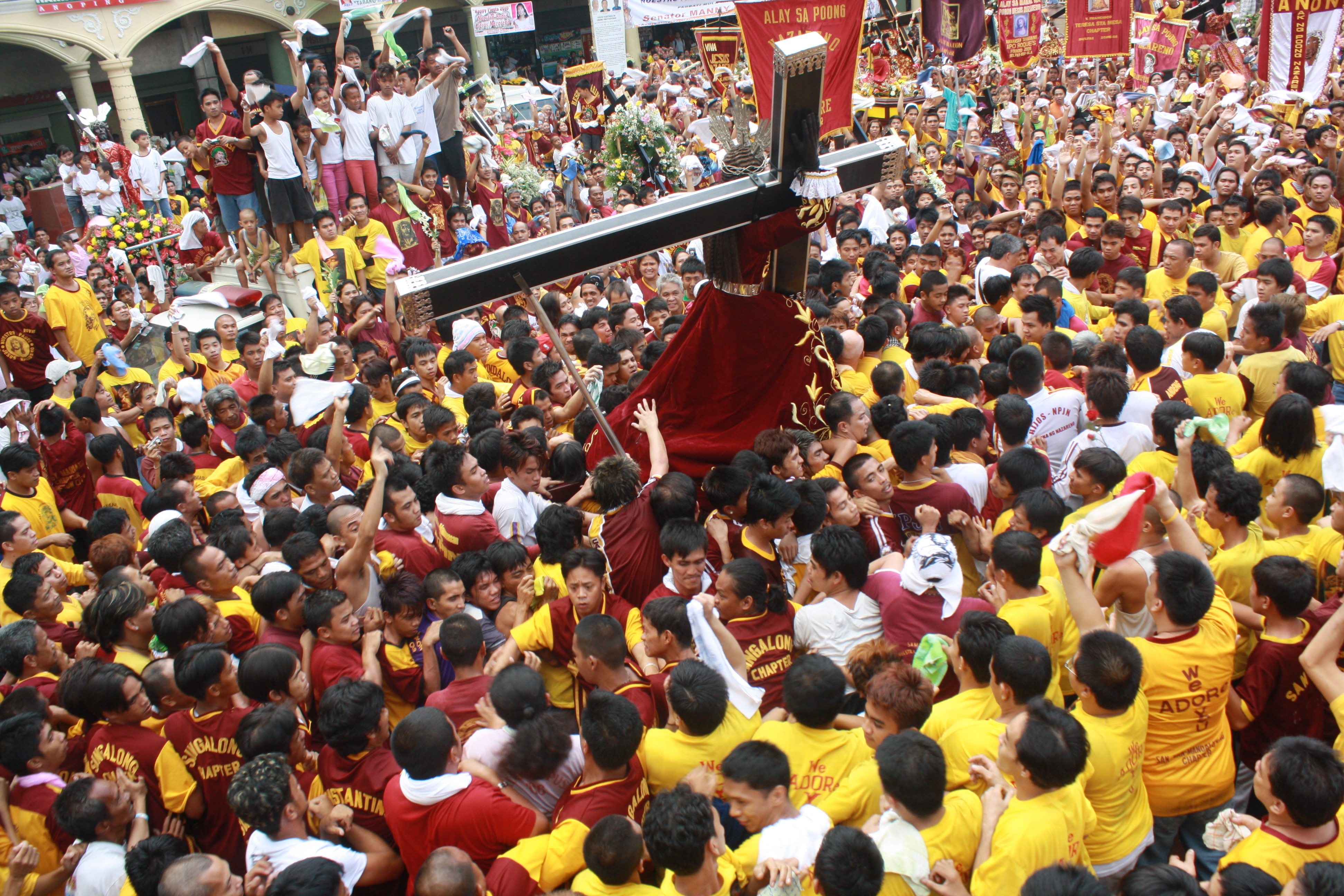
Katolické procesí v Manile na Filipínách
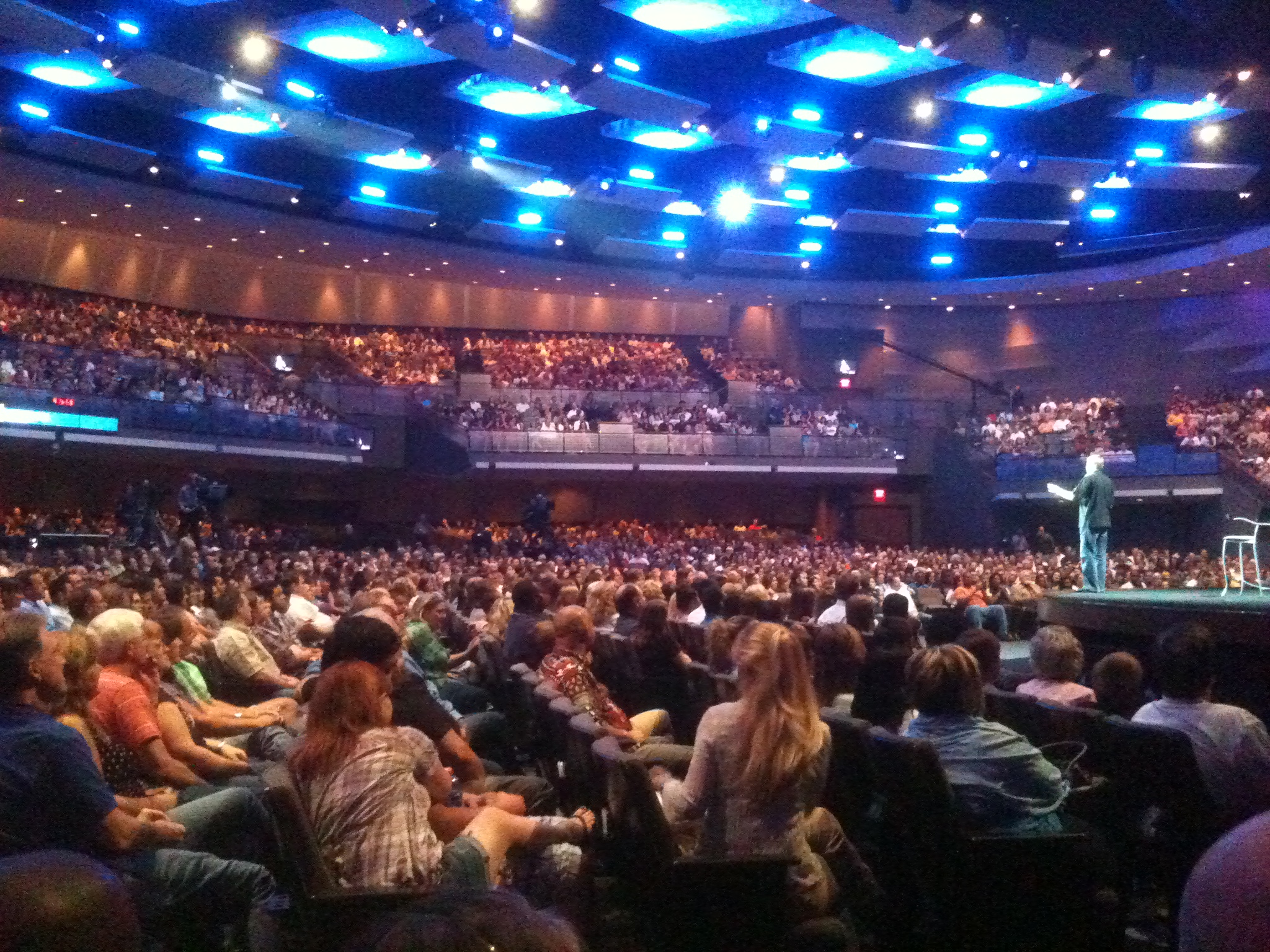
Američtí evangelikálové v Texasu
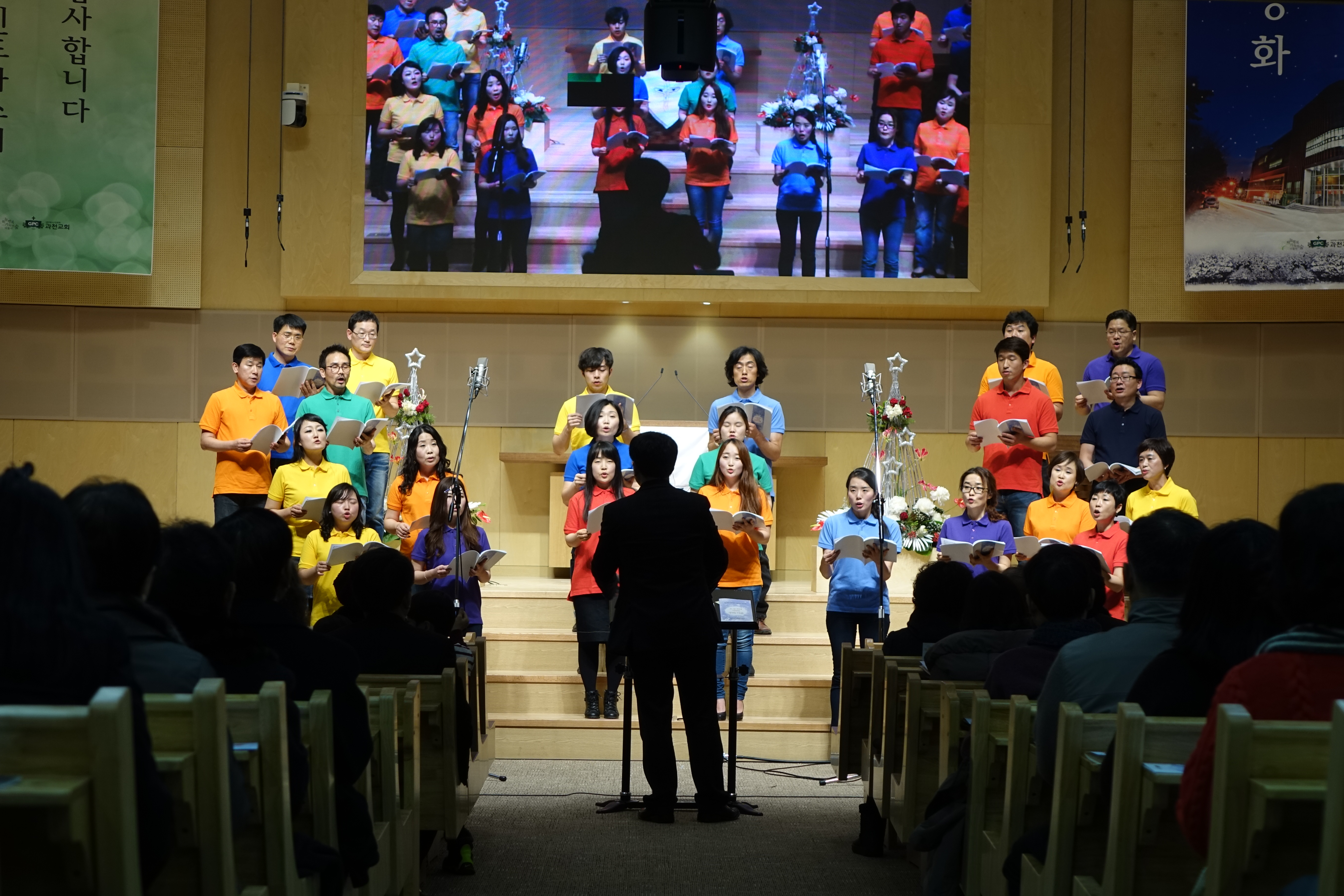
Půlnoční bohoslužba presbyteriánů v Jižní Koreji
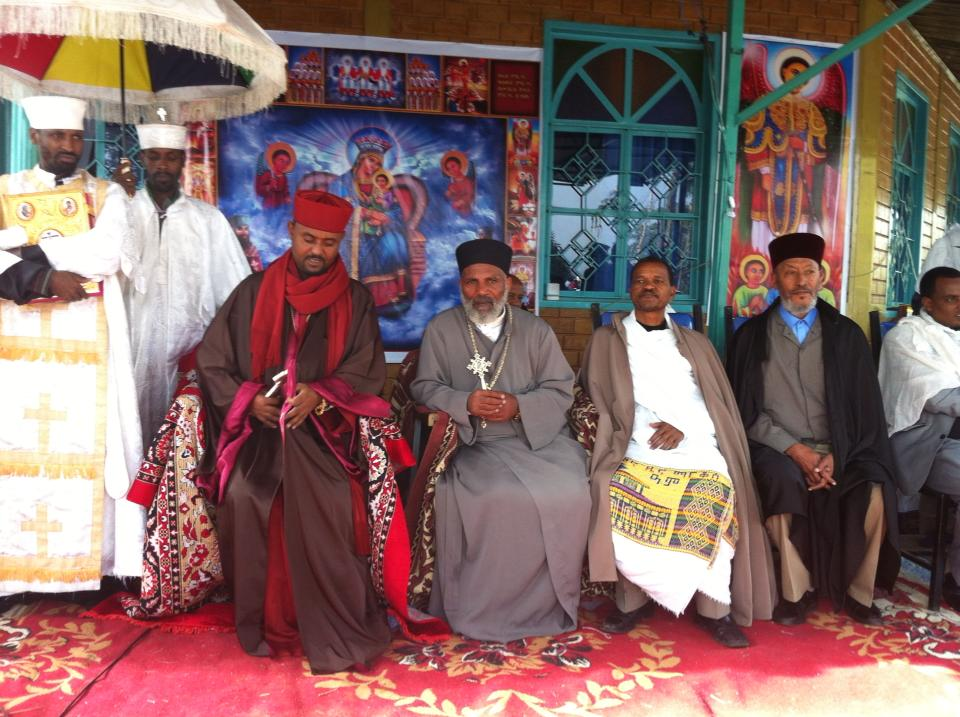
Kněží Etiopské pravoslavné církve
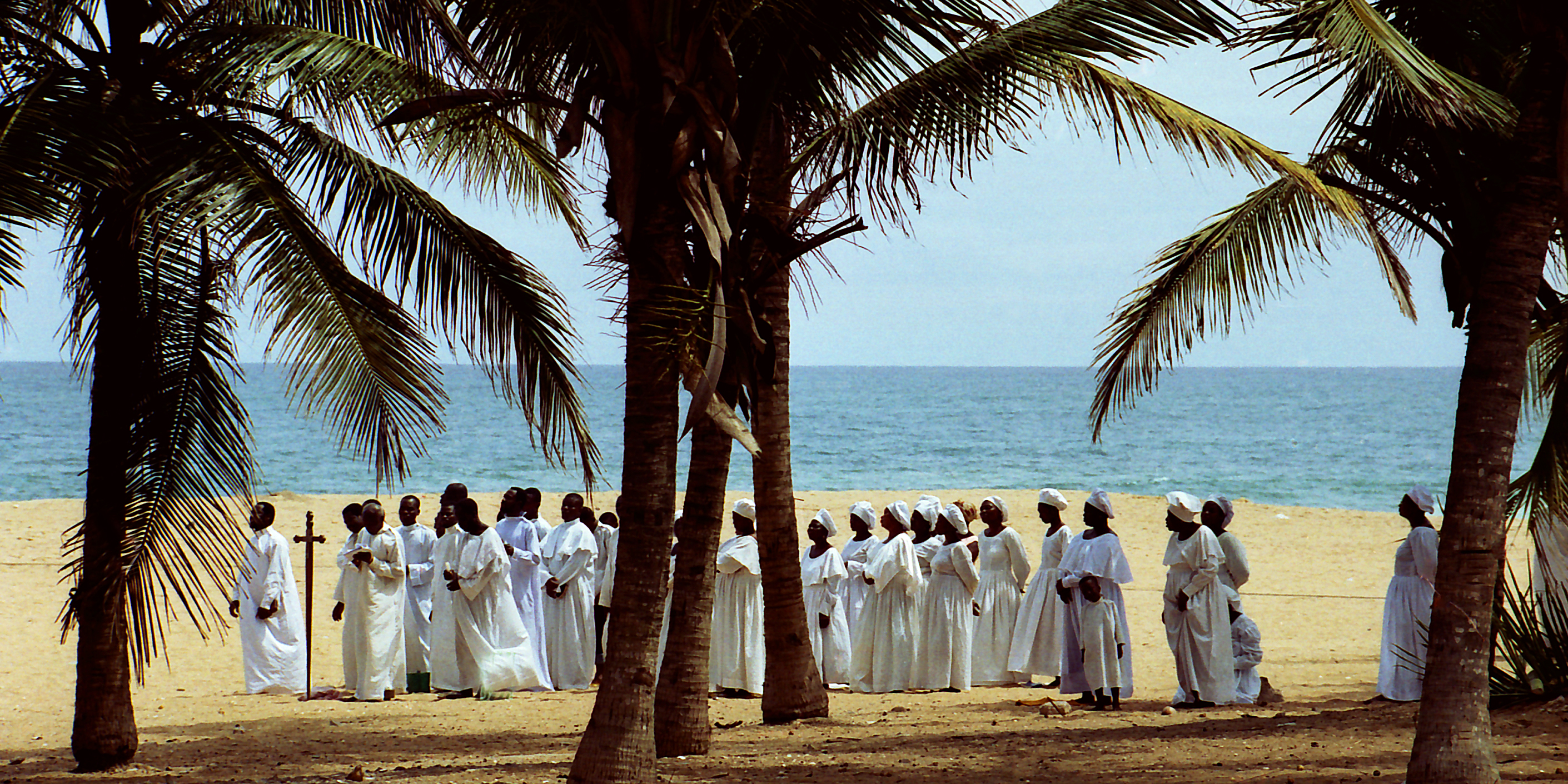
Bohoslužba Nebeské církve Kristovy v Beninu.